# 托尔讷湖

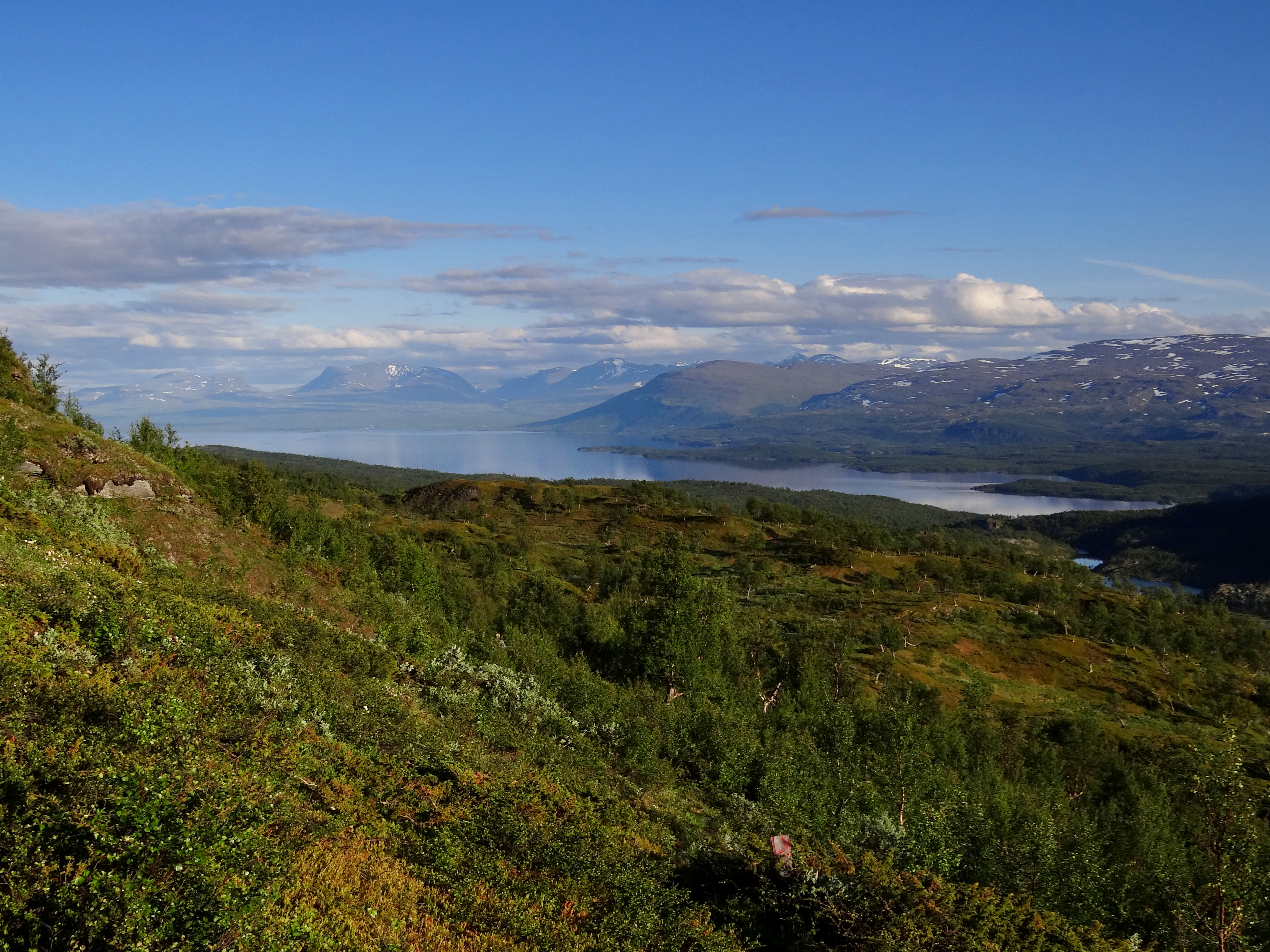
托尔讷湖景象

托尔讷湖（瑞典語：Torneträsk）是瑞典的湖泊，位於該國北部斯堪的納維亞山脈，長70公里、寬11公里，面積332平方公里，海拔高度341米，平均水深51米，最大水深168米。湖水经托尔讷河流出。
68°22′00″N 19°06′00″E / 68.3667°N 19.1°E